# Naissance en 1453
Naissance
- 1449
- 1450
- 1451
- 1452
- 1453
- 1454
- 1455
- 1456
- 1457

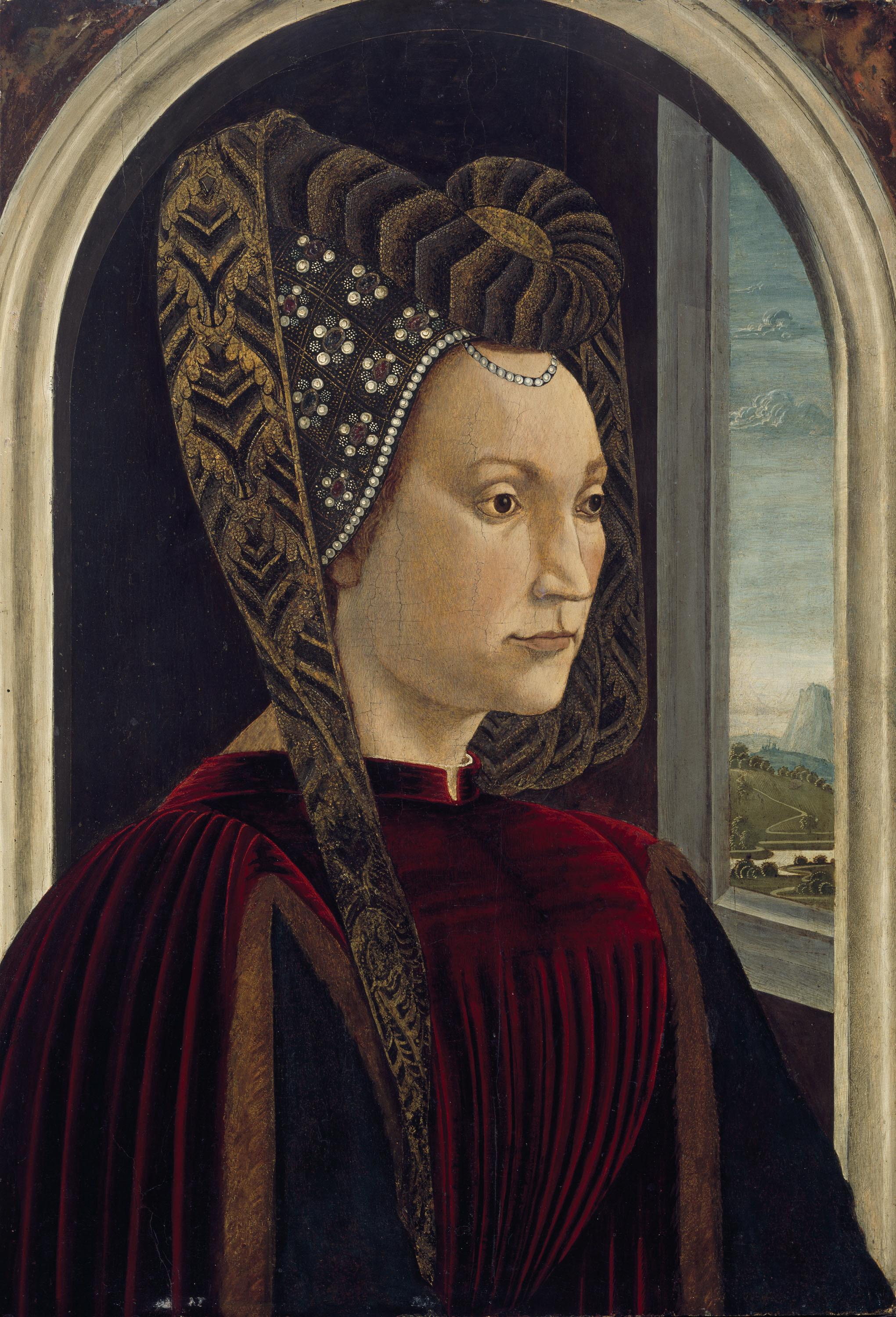
Clarisse Orsini, née vers 1453.

Cette page dresse une liste de personnalités nées au cours de l'année 1453 :
- 17 janvier : André Paléologue, prétendant au trône impérial Byzantin.
- 21 avril : Chökyi Drakpa Yeshé Pal Zangpo, bouddhiste tibétain.
- 10 juin : Francesco Soderini, religieux italien.
- 1er septembre : Gonzalve de Cordoue, militaire espagnol.
- 13 octobre : Édouard de Westminster, prince de Galles.

- Afonso de Albuquerque, militaire, navigateur, explorateur et personnalité politique portugais.
- Jérôme Benivieni, poète italien.
- Diego Cavaniglia, noble italien.
- Giacomo Cozzarelli, sculpteur et architecte italien.
- Philippe de Hochberg, noble français.
- Pacello da Mercogliano, architecte paysagiste italien.
- Guillaume de Montmorency, noble français.
- Aymar de Prie, noble français.
- João Fernandes Lavrador, explorateur portugais.
- Georg Fugger, banquier allemand.
- Michel Marulle, poète grec.
- Jiang Shunfu, mandarin chinois.
- Marie Stuart, princesse écossaise.
- Pietro Summonte, humaniste italien.
- Simonetta Vespucci, noble italien.

date incertaine (naissance vers 1453)
- Adrián de Moxica, noble, explorateur et marin espagnol.
- Clarisse Orsini, noble florentine.

## Crédit d'auteurs
- Cet article est partiellement ou en totalité issu de l'article intitulé « 1453 » (voir la liste des auteurs).